# Космина, Елена
Елена Космина (род. 31 Марта 1995, Полтава, Украина) — украинская модель, обладательница титула «топ модель мира в 2015 году», «Топ модель Украины». Снимается для коммерческих компаний в Европе и США.

## Юные годы
Папа украинец , мама русская , имеются греческие корни по маминой линии. С 7 лет занималась спортивно-бальными танцами и гимнастикой. В это же время изучала иностранные языки и посещала уроки искусства. В 11 лет всерьез решила заняться тхэквондо и боксом мечтая стать чемпионом мира. Но это хобби долго не продлилось и в 13 лет Елена поступила в школу моделей "Марго" в городе Полтава, где училась профессиональному дефиле, позированию и урокам этикета для юных леди.
По истечении трёх лет окончила школу с красным диплом. Совмещая любимое хобби также училась на отлично в лицее, где изучала иностранные языки, экономику и право.

## Карьера
С 16 лет стала профессионально заниматься модельным бизнесом , принимая участие в различных местных конкурсах красоты, дефиле и модельных съемках. На одном из местных показах была замечена модельным скаутом из Elite Models Яной Ставицкой, с которым уже через месяц заключила модельный контракт. В 2013 году была приглашена на участие в украинском модельном конкурсе Black Sea Top Model , который проходил в Одессе. Елена вошла в топ 10 лучшых моделей после чего её карьера стала стремительно расти. В августе 2015 году Космина была избрана лучшей моделью Украины 2015 года среди 25 украинских красавиц. После победы Елена была приглашена представлять свою страну на международном Всемирном модельном конкурсе Top Model of the World. В сентябре 2015 года в Ель Гауне , Египет состоялся финал где Космина одержала победу среди 50 лучших моделей мира и стала обладательницей титула Топ Модель Мира.
На данный момент красавица является не только Топ Моделью Мира но также занимается благотворительностью и является студенткой международного киевского университета где изучает экономику и право, всерьез задумывается над карьерой политического деятеля после окончания вуза. На данный момент проживает в городе Лос-Анджелес, где занимается модельной и актёрской карьерой. Увлекается конным спортом, теннисом, гольфом, поло и экстремальными видами спорта. Также любит искусство и живопись, подумывает над открытием собственной галереи.